# Hesselmanmotor

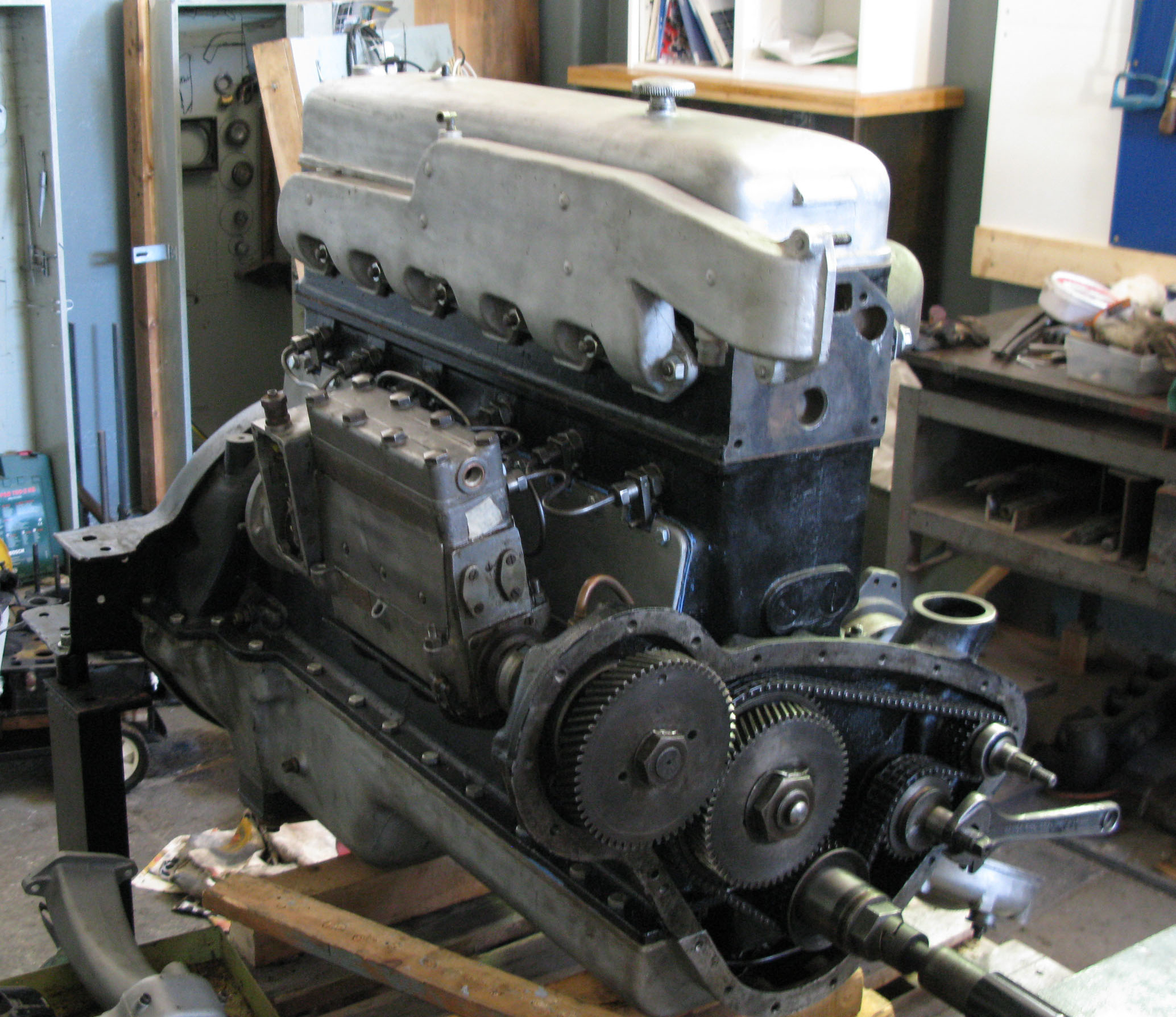
Hesselmanmotor från Tidaholm under renovering.

Hesselmanmotorn är en motor introducerad 1925 av den svenska konstruktören Jonas Hesselman. Motorn användes framför allt i tyngre lastbilar och bussar på 1920- och 1930-talen. 

## Princip
Hesselmanmotorn är i grund och botten en ottomotor, med magnettändning och tändstift, konverterad för att drivas med tyngre petroleumprodukter, såsom brännolja, fotogen eller dieselolja. Bränslet sprutas in i förbränningsrummet (direktinsprutning) med hjälp av en insprutningspump. På grund av motorns låga kompressionsförhållande måste bränslet antändas av ett tändstift, till skillnad från dieselmotorn, där bränslet självantänder av värmen som alstras av den höga kompressionsgraden. Ofta startades hesselmanmotorn på bensin för att sedan kopplas om till diesel eller fotogen. Innan den stannades kördes den åter på bensin för att göra klart bränslesystemet inför nästa start.

## För- och nackdelar
Hesselmanmotorns fördelar gentemot dieselmotorn var mindre dimensioner och därmed lägre vikt. Dåtidens kunskaper inom metallurgi var begränsade och dieselmotorer var kraftigt byggda och därför tunga för att klara av den höga kompressionen och därav följande höga tryck vid förbränning. Men varefter fordonsdieseln utvecklades med allt bättre material i motordelarna försvann den fördelen. 
Hesselmanmotorns fördelar gentemot bensinmotorn gällde priset på bränsle. Tyngre oljor var avsevärt billigare än bensin och därmed mer ekonomiska för fordonsägaren att köra på. Samtida tester pekade också på en något lägre bränsleförbrukning för Hesselmanmotorn än motsvarande bensinmotor.
Hesselmanmotorns nackdelar var desto fler. På grund av den låga kompressionen hade motorn svårt att få upp arbetstemperaturen. Därav följde en ofullständig förbränning och en låg verkningsgrad, det vill säga dåligt utnyttjande av energin i bränslet. Den ofullständiga förbränningen ledde till att tändstiften snabbt sotade igen och till mycket omfattande utsläpp av avgaser.

## Användning
Hesselmanmotorer byggdes av alla tre svenska lastbilstillverkarna Scania-Vabis, Tidaholm och Volvo från slutet av tjugotalet. Scania-Vabis ersatte Jonas Hesselmans motor med dieselmotorer från 1936 och Volvo från 1947.